# 이달의 6.25 전쟁영웅
이달의 6.25 전쟁영웅 혹은 이달의 전쟁영웅은 대한민국 국가보훈부에서 2011년 6월부터 한국 전쟁과 관련하여 대한민국을 수호하는데 기여한 인물을 선정하여 발표하고 있는 명단이다. 대한민국 군사편찬연구소 연구원을 포함하여 내·외부 전문가로 구성된 선정위원회가 군부대, 관련 단체 등에서 추천받은 인물 중에서 심층 논의해 선정하고 있다. 무공훈장 수훈자만을 대상으로 하는 것은 아니며, 대한민국 국군 외에 대한민국 경찰 출신이나 민간인, 유엔군 등으로 참전한 외국인이 지정되기도 한다. 국가보훈부에서는 매년 월별로 선정하여 발표하고, 이들의 공훈을 선양하기 위해 추모 행사와 전시회 등의 기념사업을 벌이고 있다. 

## 명단
| 연도   | 1월                    | 2월                    | 3월                                   | 4월                  | 5월                  | 6월                     | 7월                    | 8월             | 9월              | 10월                | 11월                               | 12월                  |
| ------ | ---------------------- | ---------------------- | ------------------------------------- | -------------------- | -------------------- | ----------------------- | ---------------------- | --------------- | ---------------- | ------------------- | ---------------------------------- | --------------------- |
| 2011년 | -                      | -                      | -                                     | -                    | -                    | 심일                    | 이근석                 | 안창관          | 더글러스 맥아더  | 백마고지 육탄 3용사 | 김옥상                             | 이태영                |
| 2012년 | 김종식                 | 랄프 몽클라르          | 박노규                                | 이세영               | 김만술               | 김풍익                  | 조달진                 | 연제근          | 손원일           | 이상수              | 라희봉                             | 월튼 해리스 워커      |
| 2013년 | 여방오                 | 폴 L. 프리먼           | 진두태                                | 제임스 P. 카네       | 홍재근               | 김창학                  | 안낙규                 | 김재옥          | 차일혁           | 로버트 R. 마틴      | 고태문                             | 신철수                |
| 2014년 | 유치곤                 | 이천길 노승호          | 제임스 밴 플리트 제임스 밴 플리트 2세 | 안소니 파라 호클리   | 메흐멧 고넨츠        | 노종해                  | 김용배                 | 강희중          | 임병래 홍시욱    | 백마고지 육탄 3용사 | 강길영                             | 현봉학                |
| 2015년 | 김홍일                 | 이정숙                 | 한정일                                | 김점곤               | 프랭크 댈리          | 조보배                  | 김교수                 | 고종석          | 윌리엄 해밀턴 쇼 | 전구서              | 찰스 그린                          | 홍대선                |
| 2016년 | 최득수                 | 브라이언트 무어        | 오금손                                | 끄리앙끄라이 아따난  | 마거릿 히긴스        | 이경복 백성흠           | 이명수                 | 박동진          | 김동석           | 강삼수              | 이장원                             | 제임스 R. 스톤        |
| 2017년 | 이기협                 | 매튜 리지웨이          | 김형우                                | 이순호               | 백재덕               | 최용남                  | 조지 D. 리비           | 구르무 담보바   | 김용식           | 김경진              | 앙리 모로 드 믈랑                  | 감봉룡                |
| 2018년 | 김신                   | 마리누스 덴 오우덴     | 현시학                                | 타흐신 야즈즈        | 김현숙               | 임부택                  | 김해수 석상익          | 허봉익          | 박정모           | 딘 헤스             | 박기석 최재효                      | 에드워드 H. 포니      |
| 2019년 | 김영옥                 | 김한준                 | 케네스 뮤어                           | 콘라도 디 얍         | 조관묵               | 김문성                  | 김재호                 | 홍은혜          | 공해동           | 이성가              | 김금성                             | 전병익                |
| 2020년 | 박평길                 | 김영국                 | 이재국                                | 성관식               | 김재현 황남호 현재영 | 장철부                  | 란가라지               | PC-704함 57용사 | 에드워드 알몬드  | 박양규              | 로버트 리 티몬스                   | 레너드 라루           |
| 2021년 | 김갑태                 | 윌리엄 스피크먼        | 임택순                                | 김용호               | 서기종               | 백두산함                | 노르웨이 이동외과 병원 | 송효석          | 홍창원           | 허재창              | 올리버 프린스 스미스               | 김용하                |
| 2022년 | 정락구                 | 여성의용군             | 강두형                                | 무자페르 에르된메즈  | 송태호               | 최용덕                  | 남아공 제2전투비행대대 | 김왕호          | 문산호(LST-120)  | 김재봉              | 이창환 한규택                      | 더글라스 드라이스데일 |
| 2023년 | 벨기에-룩셈부르크 대대 | 최종성                 | 알베르토 루이즈 노보아                | 해군 어뢰정(PT) 편대 | 에밀 카폰            | 홍윤조                  | 테드 윌리엄스          | 김성은          | 민혜동           | 김기태              | 필드 해리스 윌리엄 프레데릭 해리스 | 이대용                |
| 2024년 | MS 유틀란디아          | 조지 A. 데이비스       | 한문식                                | 고길훈               | 윤길병               | 장세풍                  | 김웅수                 | 박두원          | 최병익           | 남제평              | 발도메로 로페즈                    | 이성덕                |
| 2025년 | 안병섭                 | 미군 제8240부대 유격대 | 고광수                                | 이준식               | 도태철               | 육군사관학교 생도 1·2기 | 롤랑 가브릴로프        | 이운산          |                  |                     |                                    |                       |

## 같이 보기
- 이달의 호국인물
- 이달의 독립운동가